# Alsóbogát
Alsóbogát is een plaats (község) en gemeente in het Hongaarse comitaat Somogy. Alsóbogát telt 300 inwoners (2001).